# Destacamentos Armados Canarios
Los Destacamentos Armados Canarios (DAC) fueron una organización terrorista canaria dentro del Movimiento por la Autodeterminación e Independencia del Archipiélago Canario (MPAIAC), que actuó durante la década de 1970 persiguiendo la independencia de Canarias respecto a España y la alineación con Argelia.
Surgió como reorganización de las Fuerzas Armadas Guanches, luego de que hayan encarcelado a varios de sus miembros.
En las DAC militaban sobre todo menores de edad.
Alguna de sus acciones fueron, escribir en billetes grandes "Canarias libre, fuera españoles" y cambiarlos, pedir la libertad de los presos del MPAIAC. También emplearon la lucha armada, poniendo bombas en la estación del estado apartheid de Sudáfrica en el aeropuerto de Gando y del puerto de la luz, poniendo bombas en dos ocasiones en el cuartel de policía de Gran Canaria y también en el centro de reclutamiento de Las Palmas y en la confederación española de policía. Tomaron el control de la radio de las palmas, tomando un rehén para cambiarlo por dinero.

### Contexto
En la década de los 70, el MPAIAC pasó de hacer que Canarias esté a las puertas de que la ONU declarara la urgente descolonización de Canarias a que el movimiento de liberación se quedara en el aire.